# Gobierno de Juan Crisóstomo Falcón
El gobierno de Juan Crisóstomo Falcón (1863-1868) fue electo por la Asamblea Nacional de La Victoria tras ganar la Guerra Federal que había comenzado en 1859, y sucediendo a la dictadura de José Antonio Páez como el primer gobierno del Partido Liberal.
Inició como un gobierno interino y, desde el punto de vista institucional, fueron tres gobiernos consecutivos. A pesar de estar pautado que concluiría su segundo período formal en 1869, Falcón renunció en 1868.
A nivel legislativo se promulgó una Asamblea Nacional Constituyente que ratificó a Falcón como presidente, aprobando la constitución de 1864, donde se le cambió el nombre al país, de «Estado de Venezuela» a «Estados Unidos de Venezuela».
A nivel judicial, se designó la Alta Corte Federal como el poder judicial de la república.
Su política de infraestructura incluyó el ferrocarril de Puerto Cabello a El Palito y el acueducto de Buena Vista en Coro.

## Contexto histórico
La Guerra Federal había culminado con la victoria liberal y la derrota de los conservadores. José Antonio Páez terminó exiliado en Argentina, siendo, en el contexto post-independentista, la segunda y última vez que Venezuela desterraba al fundador de su república desde Simón Bolívar, y Juan Crisóstomo Falcón asumía en un contexto de discordia.

## Gabinete
El primer gabinete de Falcón estuvo conformado por Antonio Guzmán Blanco (quien regresó al país en noviembre de 1963) como ministro de Hacienda y Relaciones Exteriores, Manuel Ezequiel Bruzual como ministro de Guerra y Marina, Guillermo Iribarren como ministro de Fomento y Mariano de Briceño como ministro del Interior.

## Gobierno
A Falcón no le agradaba estar en Caracas; viajó a menudo a Falcón, su estado natal.

### Política legislativa
En 29 de julio de 1863 se decretó el cambio la bandera y el escudo nacional. También se le cambió el nombre al país, de «Estado de Venezuela» a «Estados Unidos de Venezuela».

#### Decreto de Garantías
En 1863 se emitió el Decreto de Garantías, que eliminó la pena de muerte, de confinación y de destierro, así como se convocaba al país a unas elecciones de una Asamblea Nacional Constituyente. El decreto regiría hasta cumplirse un nuevo pacto entre los estados de Venezuela.

#### Asamblea Nacional Constituyente
El decreto le dio popularidad a Falcón, quien ganó las elecciones a la Asamblea Nacional Constituyente, donde le fue conferido el título de mariscal, y consiguió estabilidad para gobernar. La Constituyente decretó la creación del Distrito Federal en febrero de 1864, donde se incluyeron los territorios de Caracas, Maiquetía y La Guaira.

#### Constitución Nacional de 1864
El clima político se fue haciendo tenso, con protestas en distintos estados del país. En 1864 se promulgó la nueva constitución nacional, donde se le cambió el nombre al país de «República de Venezuela» a «Estados Unidos de Venezuela» bajo el argumento de que la unión sería ahora federal y, por lo tanto, estatal, y se adoptó una visión nacional descentralizadora donde los estados tendrían autonomía. Se eliminó la pena de muerte.
Al respecto de ésta, el presidente Falcón dijo:

Será el primer monumento de libertad que se alza en esta opulenta América, tan noble como el corazón de sus hijos, tan gloriosa como los destinos que la esperan...
Juan Crisóstomo Falcón

#### Código civil
El 21 de mayo de 1867 reformó el Código Civil de Venezuela.

### Política judicial
La Alta Corte Federal fue nombrada máximo poder judicial por la Asamblea Nacional Constituyente.

### Política electoral
La nueva constitución mantuvo el sistema electoral de la Constitución de 1858, al establecerse cuatro años del período presidencial, sin reelección inmediata, mediante voto directo y secreto. El 18 de marzo de 1865 el Congreso realizó los escrutinios de las elecciones y resultó electo el mariscal Juan Crisóstomo Falcón, a su vez fueron electos dos designados para suplir sus faltas Antonio Guzmán Blanco y José Desiderio Trías.

### Política en derechos humanos
El 18 de agosto de 1863 el presidente Falcón firmó un decreto sobre las garantías de los ciudadanos, donde se garantizaron los derechos civiles y políticos.

### Política en infraestructura
En 1866 se inauguraron el ferrocarril de Puerto Cabello a El Palito y el acueducto de Buena Vista en Coro.

### Política en medios de comunicación
La libertad de prensa se amplió durante el gobierno de Juan Crisóstomo Falcón.

## Renuncia de Falcón
La creciente oposición al presidente Falcón en el Congreso terminó con su renuncia al cargo en 1868, donde declaró:

Es tiempo ya de cumplir mi palabra empeñada a la nación: retirarme del poder, dejándola árbitra de su suerte.
Juan Crisóstomo Falcón

## Ideología
La ideología que se impulsó fue el federalismo, sin embargo, tras décadas de modelo centralista, al principio la sociedad no supo aplicarlo ni entenderlo del todo.

## Oposición

### Revolución azul
El Congreso designó a Manuel Ezequiel Bruzual durante los combates para sofocar la Revolución azul, liderada por José Tadeo Monagas, retirándose Juan Crisóstomo Falcón de la vida política.